# Papaver aurantiacum
Papaver aurantiacum är en vallmoväxtart som beskrevs av Jean Loiseleur-Deslongchamps. Papaver aurantiacum ingår i släktet vallmor, och familjen vallmoväxter. Inga underarter finns listade i Catalogue of Life.